# La Brigade des bérets noirs
Pour les articles homonymes, voir No Time to Die (homonymie).
Pour plus de détails, voir Fiche technique et Distribution.
La Brigade des bérets noirs (titre original : No Time to Die) est un film britannique de Terence Young, sorti en 1958.

## Synopsis
En Libye, des prisonniers de guerre sont retenus par les Allemands dans un camp situé dans le désert. Ils tentent de s'échapper par tous les moyens car la Gestapo voudrait les interroger. Ayant été arrêté après sa tentative d'attentat contre Göring, Thatcher tient absolument à s'évader...

## Fiche technique
- Titre original : No time to die
- Réalisation : Terence Young
- Scénario : Richard Maibaum et Terence Young d'après une histoire de Merle Miller (en)
- Directeur de la photographie : Ted Moore
- Montage : Bert Rule
- Musique : Kenneth V. Jones (en)
- Costumes : John McCorry
- Production : Irving Allen et Albert R. Broccoli
- Genre : Film de guerre
- Pays :  Royaume-Uni
- Durée : 86 minutes
- Dates de sortie :
  -  Royaume-Uni : 22 avril 1958 (Londres)
  -  Japon : 13 mai 1958
  -  États-Unis : Août 1958
  -  Allemagne de l'Ouest : 19 août 1958
- Affiche : Georges Kerfyser (France)

## Distribution
- Victor Mature (VF : Jacques Berthier) : Sgt. David H. Thatcher
- Leo Genn (VF : Claude Bertrand) : Sgt. Kendall
- Bonar Colleano (VF : Albert Montigny) : Walewski
- Anthony Newley (VF : Claude Nicot) : Soldat « Tigre » Noakes
- Alfred Burke (VF : Howard Vernon) : Capt. Ritter
- Richard Marner (en) : le colonel allemand
- Martin Boddey (VF : Jean-Jacques Delbo) : le colonel SS
- Percy Herbert (VF : Jean Clarieux) : le 1er soldat anglais
- Kenneth Cope : le 2e soldat anglais
- David Lodge (en) (VF : Jean Amadou) : Maj. Fred Patterson
- Sean Kelly : Bartlett
- Kenneth Fortescue (VF : Michel François) : Cpl. Johnson
- Maxwell Shaw (VF : Georges Aminel) : le Sheik
- George Coulouris (VF : Raymond Rognoni) : le commandant italien
- Luciana Paluzzi (VF : Sophie Leclair) : Carola